# شركة تجمع مطارات الثاني
شركة تجمع مطارات الثاني هي شركة حكومية سعودية أعلنت الهيئة العامة للطيران المدني عن إطلاقها في فبراير 2022 لإدارة وتشغيل 22 مطارًا من مطارات المملكة العربية السعودية.